# Lydia Welti-Escher
Lydia Welti-Escher, nata Augusta Clementine Lydia Escher (Zurigo, 10 luglio 1858 – Ginevra, 12 dicembre 1891), è stata una mecenate svizzera.

## Biografia

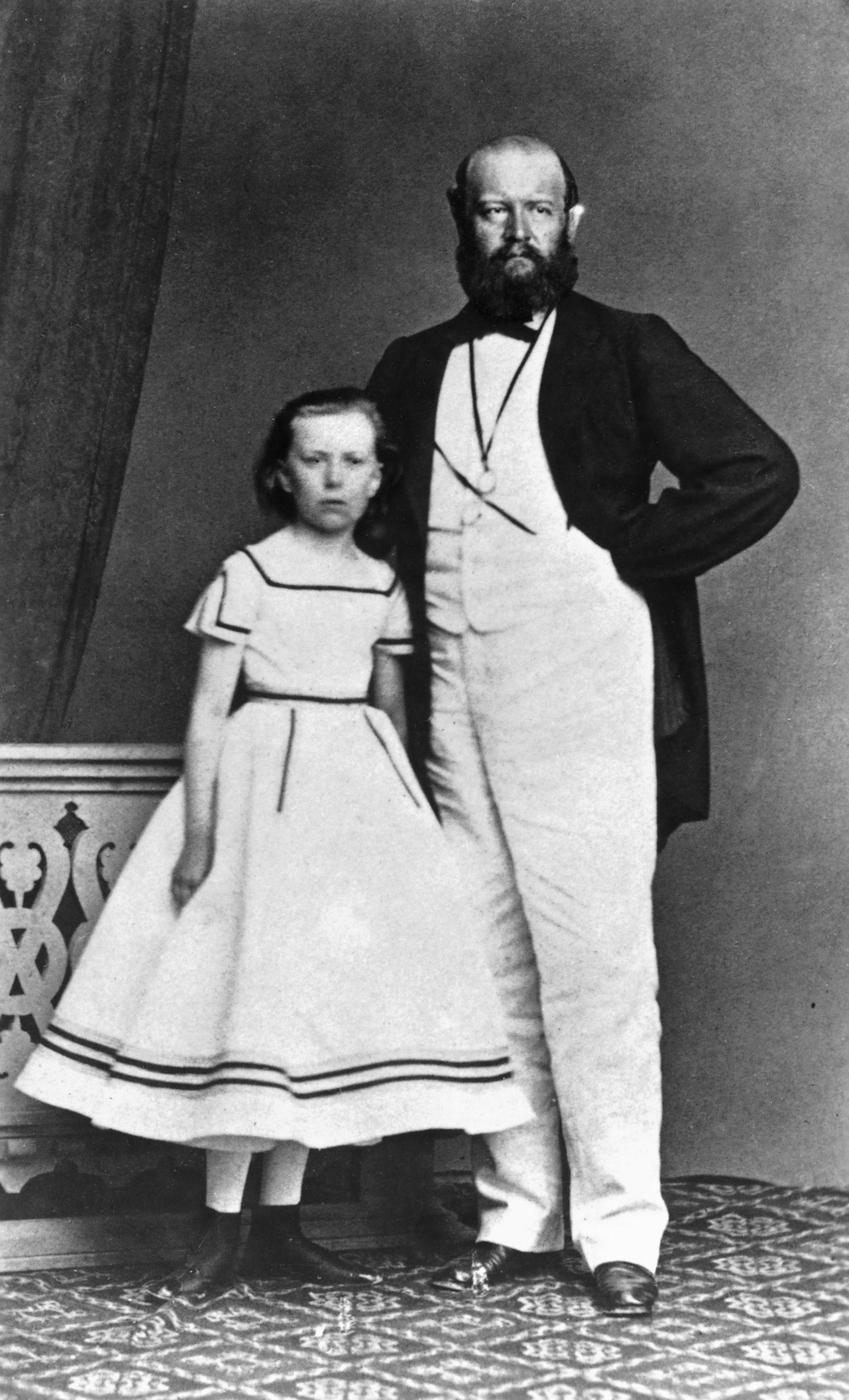
Lydia e suo padre Alfred Escher, attorno al 1865.

Nata dal finanziere e politico Alfred Escher e Augusta Escher-Uebel (1838-1864), visse i primi anni difficili con le successive morti della sorellina Edvige (1861-1862), poi della madre, nel 1864, quando ha solo sei anni. Dopo alcuni anni trascorsi con la nonna paterna Lydia Escher-Zollikofer (1797-1868), tornò, dopo la morte di quest'ultima, a vivere con suo padre nel maniero del Belvoirpark, una proprietà di famiglia a Zurigo. Il 4 gennaio 1884 sposò Friedrich Emil Welti, figlio del consigliere federale Emil Welti; questo matrimonio ebbe luogo dopo la morte di suo padre, che si era opposto a questa unione durante la sua vita.
Lydia Welti-Escher è al centro di un'azienda che porta il suo nome dopo il suo rapporto romantico con il pittore Karl Stauffer-Bern. Questa relazione sarebbe durata quasi 11 anni e culminò nel settembre 1889, quando i due amanti si ritrovarono a Roma dopo un soggiorno a Firenze. A loro si unisce il marito, Friedrich Emil Welti che, aiutato dall'ex consigliere federale e ambasciatore svizzero a Roma Simeon Bavier, accusa Stauffer del rapimento di Lidia. Il pittore fu arrestato e processato, quindi imprigionato in un manicomio per qualche tempo. Lydia Welti-Escher stessa è stata rinchiusa per malattia mentale per alcuni mesi prima di essere riconosciuta sana e in grado di tornare in Svizzera per divorziare.
Nel 1890, donò tutto il suo patrimonio alla nuova fondazione la Gottfried Keller-Stiftung, che negli anni seguenti acquisì molte opere e numerosi monumenti storici. Cadde in depressione dopo il suicidio di Karl Stauffer e si suicidò per asfissia da gas il 12 dicembre 1891, dopo diversi tentativi falliti.  Il suicidio di Lydia pose fine alla linea di famiglia di Alfred Escher.